# 人間の盾
人間の盾（にんげんのたて、Human shield）とは、軍事および政治用語である。

## 概要
敵に、目標物の内部あるいは周囲に民間人がいることを敵に知らせることにより攻撃を思いとどまらせることをいう。また人海戦術による軍事作戦において民間人に兵士の前を進むことを強制し兵士の安全を図ることもこれにあてはまる。傷病者の状態改善に関する第4回赤十字条約（ジュネーヴ条約）の締結国において禁止されている。
国際法では、人間の盾を使って軍事目標を守ることは戦争犯罪であるとみなされている。また、交戦規定においては（それを定める国の方針にもよるのだが）民間人を無暗に殺傷することを禁止しているため、人間の盾となっている「非武装の民間人」に発砲した正規軍の将兵は軍法会議において裁かれて禁固刑や軍からの追放に処せられることもあり得る。
しかし最近では一般市民や標的にされる市民を守るための反戦戦略として一般市民の志願者（ボランティア）が人間の盾を利用するということが増えている。

## 実施例
- モンゴル帝国は捕虜を人間の盾として使用した。元寇で日本との交戦でも使用した。[1][2]
- 第二次世界大戦中にソ連、中国が使用したという実例がいくつかある。
- 同じく第二次世界大戦中に原爆投下や日本全国の空襲において、日本軍が軍事施設に民間人を近くに居住させ人間の盾にし、沖縄戦では民間人を盾にゲリラ戦を行ったとアメリカ軍は報告している[3][4][5][6]。
- イスラエル軍は2002年のジェニンの侵攻でこの戦術を著しく使っていたということが報告されている[7][8]。
- 1994年、ボスニアのセルビア人による。
- 1990年、湾岸戦争による。
- 2003年のイラク侵攻の前に、人間の盾になるために志願して標的区域に入った者がいた。日本人であると思われる者でも、戦場／環境ジャーナリストの志葉玲は「ブッシュ大統領や小泉首相に抗議」するためにイラクの首都のバグダードのドーラ浄水場に「人間の盾」として滞在していた[9]。
- 2009年、スリランカ内戦の最終局面では反政府勢力タミル・イーラム解放のトラが北部地域に追いやられ、事実上10万人以上の一般市民が人間の盾状態となった。これら市民の多くは停戦期間中（4月中旬）にスリランカ側へ脱出している。
- 2011年に始まったシリア内戦では、シリア、イラクの都市を占拠したISILが住民の脱出を許さず、シリア政府軍やシリア民主軍に対して人間の盾として抵抗した[10]。
- 2013年9月9日、フィリピンのサンボアンガを襲撃したモロ民族解放戦線は、占領した村の住人を人間の盾として利用し、フィリピン軍と戦った[11]。
- 2017年、フィリピンの武装組織アブ・サヤフは、フィリピン軍との間でマラウィ市内で市街戦を繰り広げた際に、住民を人間の盾として利用した[12]。
- 2021年、クーデターを起こしたミャンマー軍は市民による武装組織との戦闘に際し、既に拘束した市民を人間の盾として利用した[13][14]。
- 2023年パレスチナ・イスラエル戦争では、イスラエルは対立するハマースがガザ地区内の病院を軍事拠点にしているとして、しばしば患者がいる病院への攻撃を行った[15][16]。2025年5月、イスラエル軍はヨーロッパ病院を攻撃。後に集中治療室下のトンネルからハマースの指導者であるムハンマド・シンワルの遺体を収容したことを発表している[17]。

## 問題点
パレスチナ自治区では、NGOの国際連帯運動 (International Solidarity Movement, ISM) のメンバーが「人間の盾」として様々な活動に従事している。ISMは、パレスチナ人の家々がイスラエルのブルドーザーで破壊されるのを身体を張って阻止し、またパレスチナ人の子供たちの通学へ同行したりしている、と主張している。しかし、ISMのメンバーの中には、志願して盾となり一般市民を守ることと、イスラエル国防軍 (IDF) が、自らの軍事標的を守るために、捕らえられたパレスチナ人を盾として使用することを、両方とも人間の盾という言葉を使って表現することは不適切であると主張している者もいる。
盾が個人ではなく全住民である場合、集団的な「人間の盾」として非合法の武装集団が利用する。武装集団は基地を非戦闘員の居住区におくことで敵からの攻撃を防ぐのである。また、敵からの攻撃で非戦闘員が巻き添えを食って死傷した場合、これを宣伝（プロパガンダ）に利用する。
人間の盾を破ることは、ヒューミントによって人質たる民間人の位置を特定すると同時に、テロ組織のみを殺傷する精密爆撃をもってすれば不可能ではなくなった（十分なヒューミントが実施できなければコラテラル・ダメージを被ることとなる）。
また、事前に目標を攻撃する日時を相手側に予告し、その予告通りに攻撃をすることで「事前に日時を知らせて攻撃しているのだから、その攻撃目標に民間人がいて犠牲になるのはそちらの責任だ」と主張できるため、現在では人間の盾は意味がない。このためイラク戦争にてイラクは、人間の盾になるため入国した人間をスパイと見なした（人間の盾にはなれないと知りつつ、「イラク戦争を間近で見たいという」という欲求のために人間の盾に志願して入国する者もいた）。